# Talemaitoga Tuapati

a Compétitions nationales et continentales officielles uniquement.

b Matchs officiels uniquement.
Dernière mise à jour le 1 juillet 2022.
Talemaitoga Tuapati, né le 16 août 1985 à Suva (Fidji), est un joueur de rugby à XV international fidjien évoluant au poste de talonneur. Il joue avec la province de Southland en NPC depuis 2020. Il mesure 1,80 m pour 107 kg.

## Carrière

### En club
Talemaitoga Tuapati est arrivé en Nouvelle-Zélande en 2006 et il a commencé à évoluer avec l'équipe des moins de 21 ans de la franchise d'Otago.
Il déménage ensuite vers le sud, et joue avec des clubs amateurs comme les Pirates Old Boys, Midlands ou Woodlands, dans le championnat de Southland. Il est ensuite recruté par la province de Southland, avec qui il fait ses débuts professionnels en 2012 en NPC (championnat des provinces néo-zélandaises).
En janvier 2015, il signe en tant que joker médical avec le Stade français en Top 14 à la suite de la blessure de Laurent Sempéré. Il ne joue qu'un match lors de son passage au club.
Il rejoint ensuite le club de Provence rugby en Pro D2 pour la saison 2015-2016. À l'issue de la saison, malgré la descente du club en Fédérale 1, il reste au club pour une saison supplémentaire.
En 2019, il signe un contrat d'un an avec l'US Carcassonne en Pro D2.
Laissé libre par le club audois, il rentre en Nouvelle-Zélande lors de l'été 2020, et retourne jouer avec son ancienne équipe de Southland.

### En équipe nationale
Talemaitoga Tuapati a été sélectionné avec les Fiji Warriors (Fidji A) en 2010, dans le cadre de la Pacific Rugby Cup. Après de bonnes performances, il a été inclus dans l'effectif de l'équipe des Fidji.
Il obtient sa première cape internationale avec les Fidji le 5 juin 2010 à l'occasion d'un test-match contre l'équipe d'Australie à Canberra,.
Il est retenu avec la sélection fidjienne pour participer à la Coupe du monde 2011 en Nouvelle-Zélande. Il joue deux matchs, contre l'Afrique du Sud et les Samoa.
Il fait partie du groupe sélectionné pour participer à la Coupe du monde 2015 en Angleterre. Il dispute deux rencontres lors de la compétition, contre l'Angleterre et l'Australie.

## En club
- Vainqueur la poule d'accession de Fédérale 1 (poule 1) en 2018.

### En équipe nationale
- Vainqueur de la Pacific Nations Cup en 2013, 2014, 2015 et 2017
- Participation à la Coupe du monde en 2011 (2 matchs) et la 2015 (2 matchs).